# Barrio La Coronilla
Barrio La Coronilla, auch als Barrio La Coronilla - Ancap bezeichnet, ist eine Ortschaft in Uruguay.

## Geographie
Sie befindet sich auf dem Gebiet des Departamento Lavalleja in dessen Sektor 1 und grenzt an die Departamento-Hauptstadt Minas in deren Südwesten. Nördlich von Barrio La Coronilla entspringt der durch die Cuchilla Grande fließende Arroyo Verdún, ein linksseitiger Nebenfluss des Río Santa Lucía, während wenige Kilometer südlich der Ortschaft in der Sierra de Minas die Quelle des Arroyo Solís Grande zu finden ist. Dort finden sich mit dem Cerro de Águila, dem Cerro de los Cuervos, dem Cerro Blanco und dem Cerro del Puma nördlich des als Abra Grande bezeichneten Gebiets mehrere topographische Erhebungen.

## Einwohner
Die Einwohnerzahl Barrio La Coronillas beträgt 301 (Stand: 2011), davon 155 männliche und 146 weibliche. Für die vorhergehenden Volkszählungen der Jahre 1963, 1975, 1985 und 1996 sind beim Instituto Nacional de Estadística de Uruguay keine Daten erfasst worden.
| Jahr | Einwohner |
| ---- | --------- |
| 1996 | -         |
| 2004 | 362       |
| 2011 | 301       |

Quelle: Instituto Nacional de Estadística de Uruguay

## Infrastruktur

### Verkehr
Barrio La Coronilla liegt an der Ruta 8.

### Freizeit
Wenige Kilometer westlich der Ortschaft befindet sich der Parque Salus.